# Пуебло Нуево (Тексас)
Пуебло Нуево (енгл. Pueblo Nuevo) насељено је место без административног статуса у америчкој савезној држави Тексас.

## Демографија
По попису из 2010. године број становника је 521.
| Група             | 2000.    | 2010.       |
| Белци             | 0 (0,0%) | 6 (1,2%)    |
| Афроамериканци    | 0 (0,0%) | 0 (0,0%)    |
| Азијати           | 0 (0,0%) | 0 (0,0%)    |
| Хиспаноамериканци | 0 (0,0%) | 509 (97,7%) |
| Укупно            | 0        | 521         |